# Zsolt Érsek
Zsolt Érsek, född den 13 juni 1966 i Budapest, Ungern, är en ungersk fäktare som tog OS-brons i herrarnas lagtävling i florett i samband med de olympiska fäktningstävlingarna 1988 i Seoul.